# Tour de Lombardie 1992
La 86e édition du Tour de Lombardie a lieu le 17 octobre 1992. Remportée par le Suisse Tony Rominger, de l'équipe CLAS-Cajastur, elle est la onzième des douze épreuves de la Coupe du monde.

## Récit de la course
Ce 86e Tour de Lombardie se déroule de bout en bout sous un temps exécrable, sous une pluie continuelle, compliquée par des bancs de brouillard.
Quasiment dès le départ, Olaf Ludwig (Panasonic) attaque, mais la ONCE de Jalabert ramène le peloton. 
Pagnin (Lotus – Festina), Guicolsi et Rayner (Buckler) lancent la course au 10e kilomètre, bientôt suivis par dix-sept hommes, comprenant Ekimov (Panasonic), Bolts (Telekom) et Madouas (Castorama). Ils se présentent avec trois minutes d'avance au pied du col du Valico di Esino Lario. Dans la montée du col, Rominger (Clas) et Bugno (Gatorade-Château d’Ax) se détachent et passent le sommet en tête avec 25 s d’avance sur un groupe composé de Chiappucci (Carrera), Cassani (Ariostea) , Roche (Carrera), Tonkov (Russ), Breukink (PDM) et Alcala (PDM). Sans compter ses efforts, Chiappucci effectue une folle descente et s’installe en tête de la course. Dans un premier temps, il voit revenir Rominger et Cassani, puis dans un second Alcala. Pour le peloton, la course est déjà finie, puisqu’il pointe à plus de six minutes. Seul résiste encore un trio composé de Bugno, Roche et Breukink, pointé à 1 min 25 s.
Bien tardivement, Bruyneel (ONCE) tente de revenir seul au kilomètre 141. Le retard du groupe Bugno dépasse les 4 min.L'ascension de la Madonna del Ghisallo voit une première accélération de Rominger, qui condamne Alcala, pointé à 1 min 05 s au sommet. Le duo Bruyneel-Bugno compte désormais 5 min 15 s de retard. La descente, rendue dangereuse par ces conditions extrêmes met Rominger, Bugno, puis Bruyneel à terre. Si le Suisse et l’Italien remonte aussitôt sur le vélo, Bruynnel abandonne. Il s’en tire avec quelques ecchymoses sans gravité. Dans la grimpée de Lissolo, Rominger accélère une seconde fois, parvenant à se débarrasser des 2 Italiens, d’abord Cassani puis Chiappucci. Evoluant à son rythme, il creuse l’écart sur ces poursuivants.
Tony Rominger, au bout de 241 km dans des conditions dantesques gagne son second tour de Lombardie. Seul Chiappucci réussit à se maintenir à son niveau, ne lui cédant finalement que 41 s. Au courage, Cassani préserve sa 3e place, lâchant 2 min 50 s dans les 23 derniers kilomètres. Alcala rallie l’arrivée avec 5 min de retard. Les autres concurrents, éparpillés, se succèdent sur la ligne d’arrivée : Davide Rebellin (GB-MG) termine finalement 9e à plus de 7 min, précédant de peu un groupe comprenant Ekimov,Zülle (ONCE), Tonkov, Hampsten (Motorola), Theunisse (TVM), Roche, et Breukink. Quant à Bugno, grand animateur de la journée, il termine 20e à 8 min. 65 coureurs ont terminé la course sur les 171 partants.

## Classement final
| Pos. | Cycliste           | Équipe                | Temps          |
| ---- | ------------------ | --------------------- | -------------- |
| 1    | Tony Rominger      | CLAS-Cajastur         | 6 h 7 min 50 s |
| 2    | Claudio Chiappucci | Carrera-Vagabond      | + 41 s         |
| 3    | Davide Cassani     | Ariostea              | + 2 min 50 s   |
| 4    | Raúl Alcalá        | PDM-Concorde          | + 5 min 15 s   |
| 5    | Rolf Sørensen      | Ariostea              | + 6 min 53 s   |
| 6    | Beat Zberg         | Helvetia-La Suisse    | + 7 min 22 s   |
| 7    | Udo Bölts          | Telekom               | m.t.           |
| 8    | Bo Hamburger       | TVM-Sanyo             | + 7 min 32 s   |
| 9    | Davide Rebellin    | GB-MG Boys Maglificio | + 7 min 44 s   |
| 10   | Stephen Hodge      | Once                  | m.t.           |